# Świackie
Świackie – wieś w Polsce położona w województwie podlaskim, w powiecie sejneńskim, w gminie Sejny. Leży przy drodze krajowej nr 16.
| SIMC    | Nazwa       | Rodzaj    |
| ------- | ----------- | --------- |
| 1011879 | Budziewizna | część wsi |

W latach 1975–1998 miejscowość administracyjnie należała do województwa suwalskiego.